# Северное кладбище (Ростов-на-Дону)
Се́верное кла́дбище Ростова-на-Дону — крупнейшее по занимаемой площади кладбище в Европейской части России. Также является крупнейшим кладбищем Европы.
Адрес: 344114, Ростов-на-Дону, улица Орбитальная, 1.

## История
Было открыто в 1972 году. Занимает территорию более 400 гектаров. Количество захоронений — более 500 тысяч. По состоянию на 2009 год количество захоронений составляло 355 034 на площади 355 гектаров. На кладбище функционирует крематорий, однако большинство родственников умерших предпочитает ритуал традиционного захоронения. На Северном кладбище располагаются также Свято-Покровский храм-часовня, колумбарий, административные постройки, фирмы, занимающиеся изготовлением надгробных сооружений.
Кладбище постоянно расширяется. В летние месяцы количество захоронений доходило до 50 человек в день.
С восточной стороны кладбище граничит с пахотными землями совхоза «Темерницкий». С северной стороны к кладбищу примыкает новый жилой микрорайон «Суворовский», расположенный на землях бывшего совхоза СКВО. В 300 м от юго-восточной оконечности кладбища расположились магазины «Ашан» и «Леруа-Мерлен». На юго-западной стороне кладбища (за его территорией) располагались захоронения домашних животных, которые, впоследствии, в 2016 году, были снесены.
Престижные кварталы около входа в кладбище находятся под постоянным видеонаблюдением и охраной, чтобы исключить вандализм и разрушение ценных надгробий и памятников.
Компьютерная база данных администрации кладбища имеет возможность поиска захоронений, произведённых с декабря 1974 года.

## Известные люди, похороненные на кладбище
См. Похороненные на Северном кладбище

## Фотогалерея

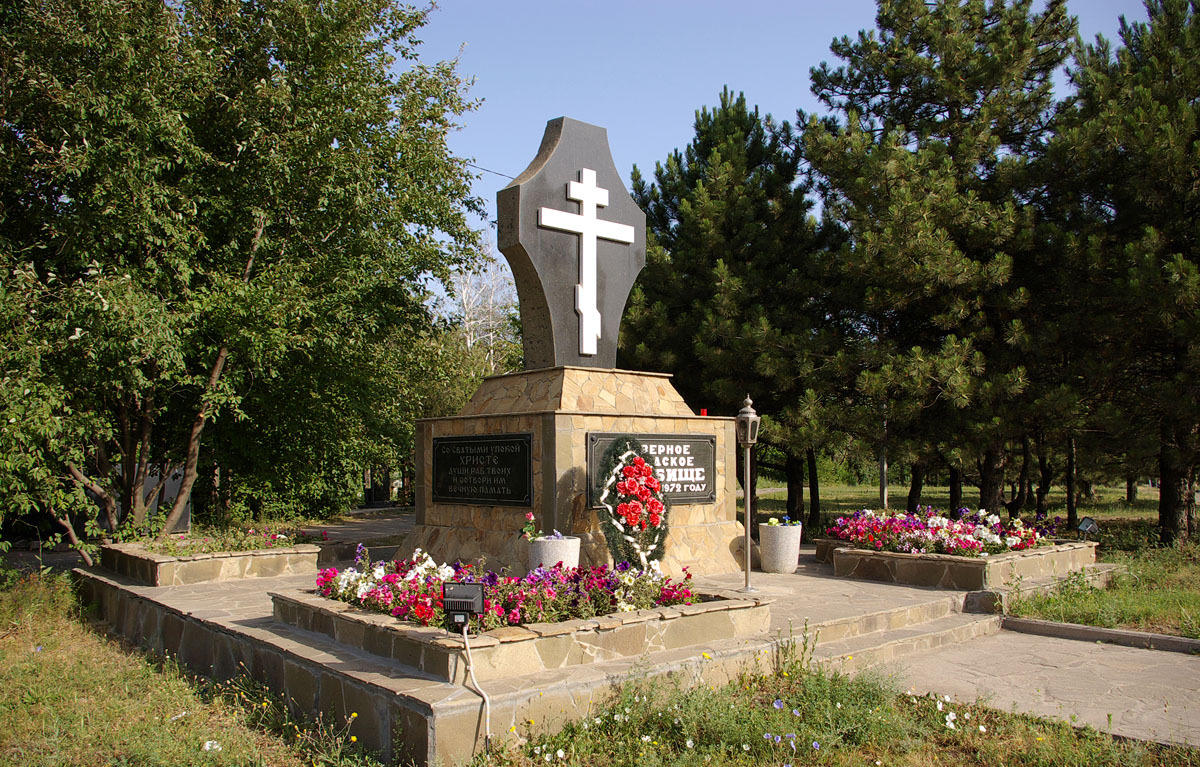
Поклонный камень около въезда на Северное кладбище
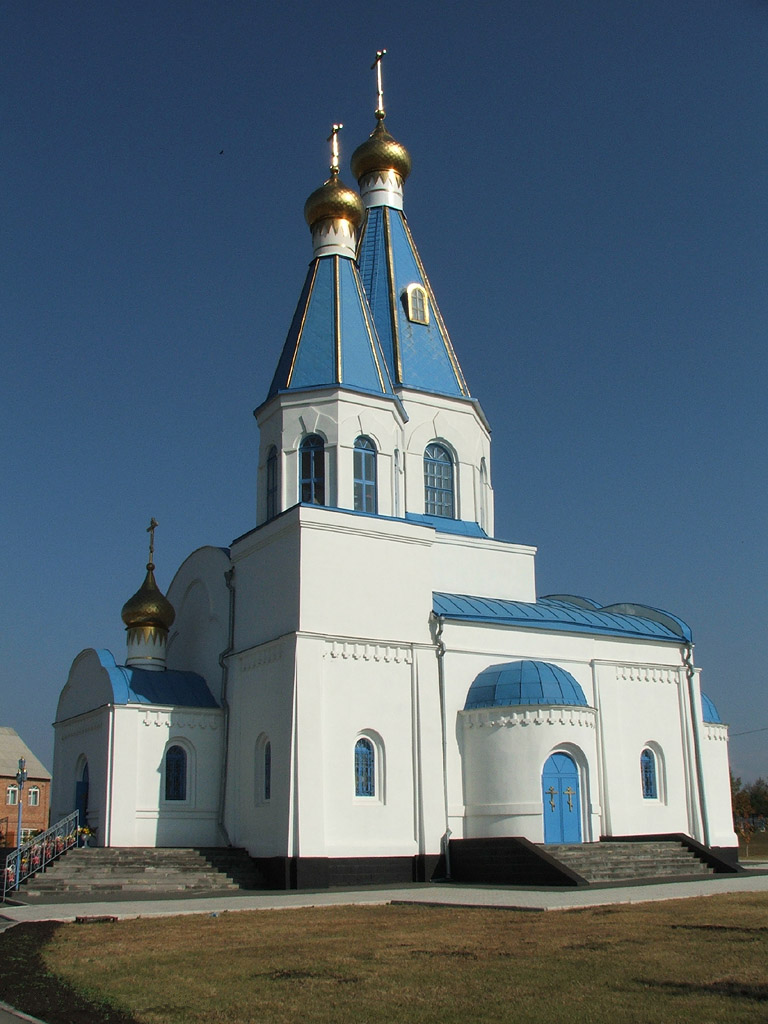
Храм Покрова Пресвятой Богородицы
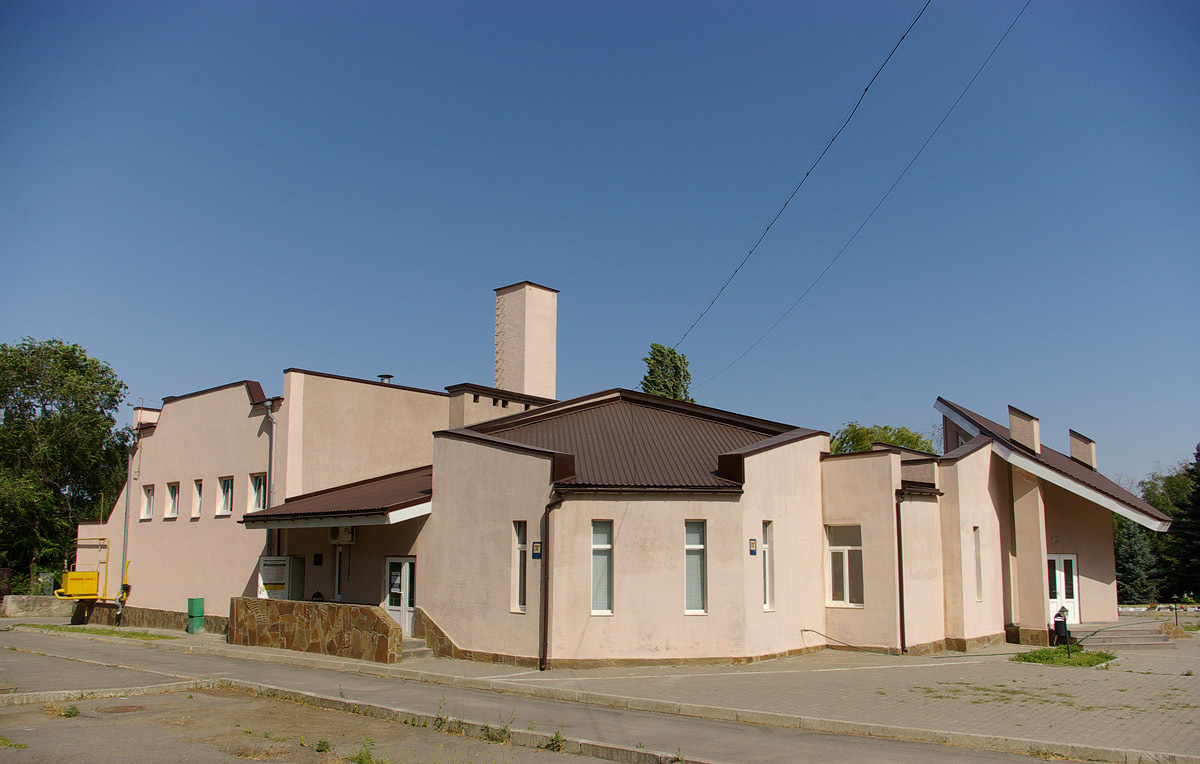
Крематорий Северного кладбища